# Giản Định Đế
Trần Ngỗi (1386 -- c. 1410) est un jeune fils du dernier Empereur de la dynastie Trần, Trần Nghệ Tông (1370-1372), Trần Ngỗi mit en place sa bannière en 1406, s'autoproclama Giản Định empereur et débuta une révolte. Sa base fut d'abord la paroisse de Ninh Bình et fut soutenu par Trần Trieu Co, un mandarin sous la dernière dynastie Trần.

## Histoire

### Affrontement avec les Ming
Manquant de matériels et pauvrement gouverné, il fut défait, abandonnant Ninh Bình et s'enfuit au Sud de la province de Thanh Hóa. À cet endroit, il rencontra Dang Tat qui était au même moment financé une révolte aussi contre l'administration des Ming. Dang Tat fut un fonctionnaire de haut rang sous la dynastie Trần. Les rangs et les supporters de Gian Dinh se réunirent ensemble avec Dang Tat et grossirent en gagnant de plus en plus de soutien de la part du peuple Viet depuis 1408.
Soutenu par sa popularité et l'opportunité, Giản Định se déplaça vers le Nord avec une petite armée, défit les Ming dans une bataille à Bo Co dans laquelle Lu Nghi, un général Ming fut blessé mortellement.

### Victoires et défaites
Giản Định, victorieux, aurait voulu financer des guerres plus loin vers le Nord, jusque dans Thăng Long, la Capitale. Mais Dang Tat, son lieutenant, l'arrêta et lui conseilla de ne pas le faire, jugeant que son armée était encore trop petite, mal organisé et n'étaient pas assez armée, pour faire face à un long conflit. Un autre défendit sa cause, Nguyễn Cảnh Chân, un ancien général de rang inférieur sous les Tran, plaida aussi de ne pas entamer une plus longue guerre avec les Ming qui à ce moment contrôlait encore la plupart des territoires. Cependant, Gian Dinh, ne tenant compte d'aucun conseil, faisant parler sa fierté. Il eut bientôt ses deux meilleurs lieutenants à la fois Nguyễn Cảnh Chân et Dang Tat arrêtés et tués, causant une dissension dans son armée et révoltes.
Giản Định changea ses plans, révoltes et continua les guerres avec les Ming jusqu'à ce qu'il fut capturé par les Ming et fut tué aux environs de 1410.

## Liste des Empereurs de laDynastie Trần postérieure
- 1407–1409 : Giản Định Đế
- 1409–1413 : Trần Quý Khoáng
- occupation chinoise des Ming pendant quatre ans.
- 1418-1428 : Trần Cao mort en 1428. abdique,